# Tangierska bolezen
Tangierska bolezen (imenovana tudi Tangierjeva bolezen) je redka avtosomska recesivna bolezen s približno 100 primeri obolelih na svetu. Obstaja verjetnost, da je še veliko primerov neodkritih. Imenuje se po mestu Tangier v ameriški zvezni državi Virginii, od koder je izhajal prvi poznan oboleli. Bolezen se pojavi zaradi okvarjenega prenašalca ABC, natančneje prenašalca ABCA1. V genu zanj so navodila za izdelavo beljakovine za sproščanje holesterola in fosfolipidov iz celic. Te snovi se uporabijo za izdelavo lipoproteina visoke gostote (HDL), ki jih prenaša v jetra. Posledično pride do zmanjšane sposobnosti za transport holesterola iz celic, kar vodi do njegovega kopičenja v makrofagih in epitelijskih tkivih v telesu.

## Zgodovina
Leta 1959 so pri petletnem bolniku Teddyju Lairdu iz Tangierja v ameriški zvezni državi Virginiji opazili izredno povečane oranžnorumene mandlje, ki so jih zdravniki pozneje odstranili. Postavili so mu diagnozo Niemann-Pickove bolezni in ga poslali k dr. Louisu Avioliju na Nacional Cancer Institute. Na primer je postal pozoren Donald Fredrickson, vodja podružnice za molekularne bolezni, ki je dvomil o pravilnosti diagnoze, zato je odpotoval k dr. Avioliju. Enake klinične znake kot pri Teddyju je odkril tudi pri njegovi sestri. Oba sta imela izredno povišano število makrofagov ne samo v mandljih, temveč tudi v kostnem mozgu in v vranici. Pozneje so odkrili tudi znižano količino HDL-a pri obeh bolnikih in tudi njunih starših, kar je potrdilo, da gre za genetsko bolezen.

## Genetika
Do napake na ABCA1 prenašalcu pride zaradi mutacije na kromosomu 9q31. Zaradi tega je onemogočeno učinkovito prenašanje holesterola in fosfolipidov iz celic za prevzem z ApoA1 v krvnem obtoku. To vodi do pomanjkanja lipoproteinov visoke gostote v obtoku, kar je dejavnik tveganja za bolezen koronarnih arterij. Obenem je kopičenje holesterola v celicah strupeno, lahko povzroči smrt celic ali njihovo moteno funkcijo. Kombinacija teh dejavnikov vodi do znakov in simptomov Tangierske bolezni.
Bolezen je dedna, deduje se avtosomno recesivno. To pomeni, da morata biti za izražen fenotip v genotipu prisotni dve kopiji spremenjenega gena. Najpogosteje se to zgodi pri starših prenašalcih, ki imajo eno kopijo spremenjenega gena, vendar ne kažejo znakov in simptomov bolezni.

## Patogeneza
Lipoproteini visoke gostote nastanejo, ko se beljakovine v krvi, apolipoproteini A1 (apoA1), združijo s holesterolom in fosfolipidi. Ti izvirajo iz notranjosti celic in se prenašajo iz celice v kri preko ABCA1 prenašalca. Ljudje s tangiersko boleznijo imajo okvarjene ABCA1 prenašalce, kar se pokaže v močno zmanjšani sposobnosti za prenos holesterola iz celic, kar povzroči kopičenje holesterola in fosfolipidov v mnogih telesnih tkivih. Ta se posledično povečajo. Nižje koncentracije lipoproteinov visoke gostote v krvi se včasih poimenujejo hipoalfalipoproteinemije.

## Klinična slika
Osebe s to boleznijo imajo nizko koncentracijo HDL-a v krvi. Ta prenaša holesterol in nekatere fosfolipide iz tkiv do jeter, kjer se odstranjujejo iz krvi. HDL velikokrat imenujejo tudi “dober holesterol”, saj v višjih koncentracijah zmanjša možnost za razvoj bolezni srca in ožilja. Bolniki imajo tudi nekoliko povišane količine maščob v krvi (blago hipertrigliceridemijo) in motnje v delovanju živcev (nevropatija). Tonzile oziroma mandeljni so vidno prizadeti - pogosto se obarvajo oranžno ali rumeno in se zelo povečajo. Prizadeti ljudje pogosto razvijejo prezgodnje ateroskleroze, za katero so značilne maščobne obloge in brazgotine v arterijah. Drugi znaki tega obolenja so lahko povečana vranica (splenomegalija), povečana jetra (hepatomegalija), zamegljenost roženice, sladkorna bolezen tipa 2 in zgodnji nastop bolezni srca in ožilja.